# Sticta caperata
Sticta caperata är en lavart som först beskrevs av och som fick sitt nu gällande namn av William Nylander. 
Sticta caperata ingår i släktet Sticta och familjen Lobariaceae. Inga underarter finns listade i Catalogue of Life.